# Кралін Олександр Олександрович
Кралін Олександр Олександрович (26 листопада 1927, Черемхово, Іркутська обл., РСФСР — 3 жовтня 1996, Бердянськ, Запорізька обл.) — український художник, політичний карикатурист та суспільний діяч, художник-оформлювач низки музеїв Бердянська (Запорізька обл., Україна).

## Біографія
Олександр Олександрович Кралін народився в м. Черемхово Іркутської області РСФСР. У середині 1940-х рр. був спрямований на військову службу в західні регіони УРСР. Після закінчення військової служби залишився працювати на українських землях, зокрема — як художник-оформлювач Кам'янець-Подільського театру. В середині 50-х років ХХ ст. перебирається до м. Ніжин Чернігівської обл. УРСР, де отримує вищу партійну освіту та одружується. З 1964 р. по 1968 р. навчається в Університеті Марксизму-Ленінізму Чернігівського горкому КПУ.
З 70-х років Кралін переїжджає в м. Бердянськ Запорізької області, де отримує чільну посаду у художньому відділі заводу Азовкабель, а також посади художника-оформлювача в низці бердянських музеїв. Так, завдяки просвітницькій діяльності Олександра Олександровича Краліна, було створено експозиції краєзнавчого музею м. Бердянська, музею ім. П. П. Шмідта, музею "Подвиг", музею заводу Азовкабель, і т.ін. ). Під час роботи у Бердянському краєзнавчому музеї створює не лише експозиції, а й реставрує багато експонатів, створює муляжі тощо.

## Особливості творчості
Характерною особливістю творчості Краліна є постійне намагання осмислити політичну реальність в художніх образах. Художник шукає адекватний вектор подальшого розвитку суспільства. Так, у своїх творах Кралін критикував «крайнощі» — як сталінський терор, так і розформування Радянського Союзу. Центральне місце в творчості Краліна посідає певний політичний «серединний шлях», осмислений поступ до реалізації загальної мети.

## Нагороди
У 1970 р. Олександр Олександрович Кралін був нагороджений званням ударника Комуністичної Праці, а також медаллю "За доблесну працю".

## Основні твори
Окрім визначних експозицій головних бердянських музеїв, створених Краліним, в розпорядженні сучасних дослідників знаходяться його політичні карикатури та відома картина «Архіпелаґ ГУЛАГ». Дослідження художнього спадку О. О. Краліна досі триває.

## Спадкоємці та послідовники
Серед учнів Олександра Краліна варто виділити українську художницю Єлизавету Валеріївну Лєвєнцову, художника-оформлювача міжнародного окультно-релігієзнавчого журналу «Апокриф» в Україні, а також автора художньої реалізації проекту «Tarot "Die Stimme Des Seyns"», спрямованого на візуальну репрезентацію ключових концептів Четвертої Політичної Теорії.